# Henry Field
Henry Field (Chicago, 15 de dezembro de 1902 – Coral Gables, 4 de janeiro de 1986) foi um antropólogo e arqueólogo americano, sobrinho-neto de Marshall Field. Foi curador-assistente do Museu Field de História Natural a partir de 1926, tornando-se curador-chefe de antropologia física em 1934. Uma de suas mais importantes aquisições para o museu no período foi a garota magdaleniana, ainda o mais completo esqueleto humano do Paleolítico Superior na América do Norte.
Foi "antropólogo presidencial" para Franklin Roosevelt, participando do Serviço de Inteligência Especial para dirigir uma missão secreta de análise do Norte da África e Oriente Médio para reassentamento de refugiados da Segunda Guerra Mundial depois que esta acabasse.
Field é comemorado no nome científico de uma víbora endêmica do Oriente Médio, a Pseudocerastes fieldi.